# Wallriffschildkröte
Die Wallriffschildkröte (Natator depressus) ist eine Meeresschildkröte, die bei Australien vorkommt. Diese Art wurde bis in die 1960er Jahre als eine australische Varietät der gewöhnlichen Suppenschildkröte angesehen und entsprechend auch als Australische Suppenschildkröte bezeichnet. Seit sie als eigene Art anerkannt ist, gilt sie als einzige (monotypische) Art der Gattung Natator.

## Merkmale
Der Panzer der Wallriffschildkröte ist in der Grundfärbung oliv bis grau, bei erwachsenen Tieren sind die Hornplatten des Rückenpanzers allerdings von einer dicken, fleischigen Haut überzogen, die Randschilde sind aufgewölbt. Der ovale Panzer hat eine Länge von 90 bis 95 Zentimetern. Das Plastron ist cremefarben. Das Körpergewicht der Wallriffschildkröte beträgt maximal 140 Kilogramm. Die Stirn wird an vorderster Stelle von einem einzelnen Paar Hornschilde bedeckt, was sie von anderen Meeresschildkröten unterscheidet.

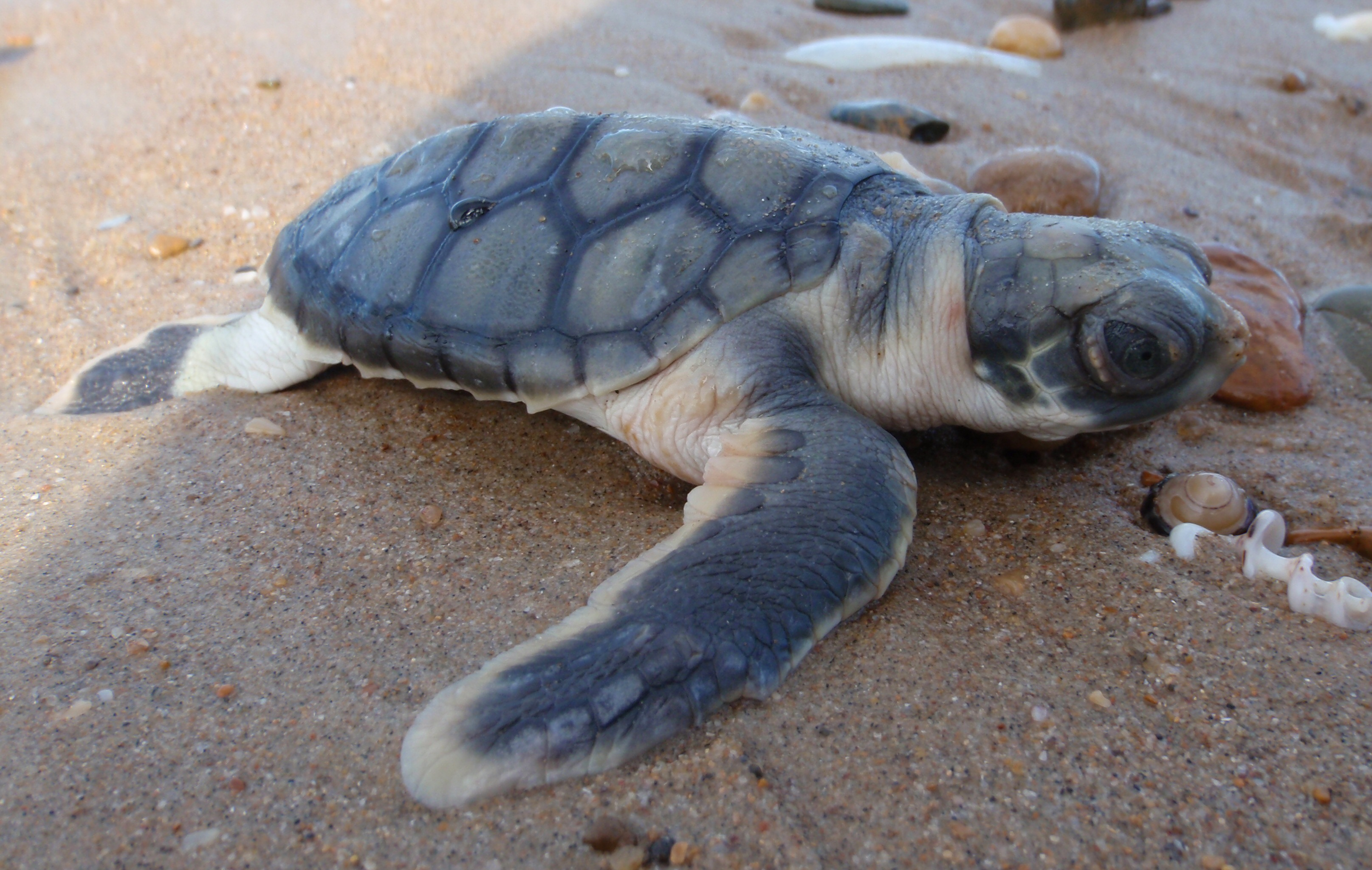
Junge Wallriffschildkröte

## Brutverhalten
Die Gelege der Wallriffschildkröte unterscheiden sich deutlich von denen anderer Meeresschildkröten, denn die Eier sind größer und mit durchschnittlich 54 Eiern weniger als bei anderen Arten. Die Weibchen produzieren während der Brutsaison ein bis vier Gelege im Abstand von 16–17 Tagen, allerdings nur im Abstand von zwei bis drei Jahren. Junge Wallriffschildkröten tragen einen grauen Rückenpanzer mit schwarzen Konturen zwischen den Hornschilden, Plastron und die Ränder des Panzers sind weiß. Sie sind größer als die anderer Meeresschildkröten.

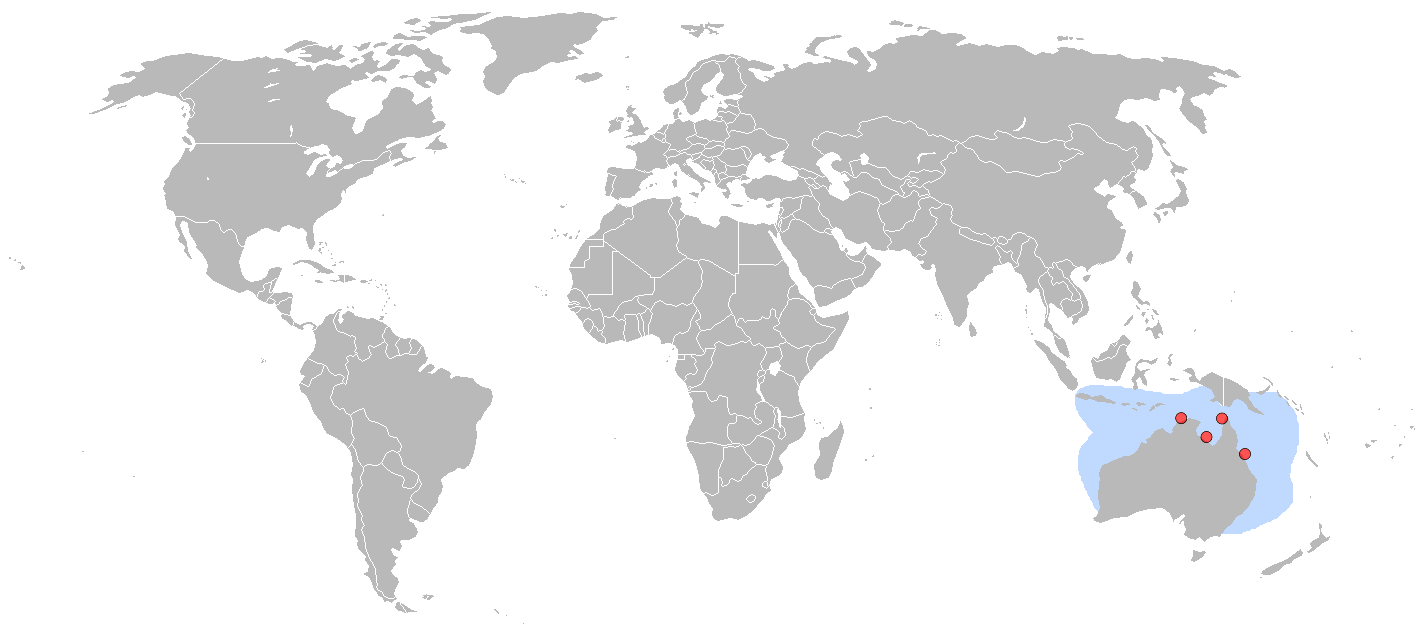
Verbreitung der Wallriffschildkröte, die roten Punkte markieren die wichtigsten Nistplätze

## Verbreitung
Die Wallriffschildkröte bewohnt die nördlichen Küstengewässer Australiens, zwischen den Kimberley Islands bis zur Torres-Straße, seltener sind sie im Bereich des Great Barrier Reef. Das wichtigste Brutgebiet der Wallriffschildkröte ist Crab Island nahe der Kap-York-Halbinsel.
Die bekannten Brutgebiete am Nordufer Australiens und das Hauptverbreitungsgebiet der Torres-Straße waren während der meisten Zeit des Pleistozäns bis vor ca. 12.000 Jahren weit vom Meer getrenntes Inland (Teil des Schelfbereiches, als Sahul bezeichnet).

## Nahrung
Bevorzugt leben sie in den Flachwasserzonen und ernähren sich dort von unterschiedlichen Organismen wie Braunalgen, Seegras, Wirbellosen (Weichkorallen, Quallen, Weichtiere, Garnelen, Seegurken und andere weichhäutige Tiere) und Fischen.

## Gefährdung
Besonders aufgrund ihres Fleisches und ihrer Eier wurde die Wallriffschildkröte bejagt. Da die Niststrände jedoch weitgehend in einsamen, nur wenig bewohnten Gebieten liegen, werden ihre Eier nur noch von Aborigines gesammelt. Hauptfeinde für die Tiere und die Eier stellen Warane, Dingos und die von den Europäern eingeschleppten Füchse dar. Erwachsene Tiere werden jedoch auch durch Schleppnetze ertränkt.
Der Bestand der Wallriffschildkröten in Westaustralien gilt als gefährdet, aber die Rote Liste gefährdeter Arten der IUCN betrachtet die Datenlage als ungenügend und sieht sich nicht im Stand zu einer Einschätzung.